# William Denis Battershill
William Denis Battershill (ur. 29 czerwca 1896, zm. 11 sierpnia 1959), KCMG – brytyjski urzędnik służb kolonialnych, polityk i dyplomata.

## Dzieciństwo i młodość
Ukończył King’s School w Worcester.

## Kariera wojskowa
W 1908 wstąpił do British Army, rozpoczynając służbę w Indiach Brytyjskich, a następnie w Mezopotamii. Otrzymał awans na podporucznika (Second lieutenant). Podczas I wojny światowej od 1914 służył w British Army w 6 Batalionie East Surrey Regiment, a następnie w 2 Batalionie Queen’s Own Royal West Kent Regiment.

## Kariera zawodowa
Po wojnie, w 1920 wstąpił do administracji kolonialnej, rozpoczynając służbę jako policjant na Cejlonie. W 1924 poślubił Joan Gellibrand (córka gen. Johna Gellibranda), z którą miał dwie córki. W 1928 objął stanowisko 2 asystenta sekretarza Cejlonu.
W latach 1929–1935 był asystentem sekretarza kolonii Jamajka. W latach 1935–1937 był sekretarzem kolonii Cypr. 29 kwietnia 1937 przyjechał do Mandatu Palestyny, i w latach 1937-1939 był głównym sekretarzem Rządu Mandatu Palestyny. Podczas arabskiego powstania, Battershill był osobą podpisującą rozkazy aresztowania członków Najwyższej Rady Muzułmańskiej. Gdy we wrześniu 1937 z przyczyn zdrowotnych sir Arthur Grenfell Wauchope musiał opuścić Palestynę, Battershill został pełniącym obowiązki wysokiego komisarza Palestyny.
W latach 1939–1941 był gubernatorem Cypru. Podczas II wojny światowej cztery lata spędził w Anglii. W latach 1941–1942 był asystentem podsekretarza stanu w Urzędzie Kolonialnym. W 1945 został zastępcą podsekretarza Terytorium Tanganiki, a następnie w latach 1945–1949 gubernatorem Tanganiki.

## Późniejsza działalność
Po przejściu w 1949 na emeryturę zamieszkał na Cyprze. Zmarł w 1959.

## Awanse
- podporucznik (Second lieutenant)

## Odznaczenia
- Rycerz Komandor Orderu św. Michała i św. Jerzego